# Renáta Tomanová
Renáta Tomanová (Jindřichův Hradec, 1954. december 9. –) cseh teniszezőnő. 1973-tól 1987-ig tartó pályafutása során két Grand Slam-tornán diadalmaskodott. 1978-ban a Roland Garroson honfitársa Pavel Složil társaként bajnok lett a vegyes páros versenyben, majd még az évben az Australian Openen nyert bajnoki címet, ezúttal a páros versenyen az amerikai Betsy Nagelsen oldalán.

## Grand Slam-győzelmek

### Páros (1)
| Év   | Torna           | Partner        | Ellenfelek a döntőben    | Eredmény a döntőben |
| 1978 | Australian Open | Betsy Nagelsen | Naoko Sato Pam Whytcross | 7-5, 6-2            |

### Vegyes (1)
| Év   | Torna         | Partner      | Ellenfelek a döntőben             | Eredmény a döntőben |
| 1978 | Roland Garros | Pavel Složil | Virginia Ruzici Patrice Dominguez | 7-6 visszaléptek    |

## Külső hivatkozások
- Renáta Tomanová profilja a WTA oldalán (angolul)
- Renáta Tomanová profilja az ITF oldalán (angolul)